# Gerardo Rocha
Esteban Gerardo Rocha Vera (San Bernardo, 23 de abril de 1952-Santiago, 5 de mayo de 2008), conocido como Gerardo Rocha, fue un empresario chileno, fundador de la Universidad Santo Tomás y cofundador del Consejo Internacional de Universidades Santo Tomás de Aquino. Además se desempeñó como cónsul honorario de Filipinas en Chile.

## Carrera empresarial

### Inicios en el rubro educacional
En 1971, mientras era estudiante de medicina en la Pontificia Universidad Católica de Chile (PUC), solicitó permiso al secretario general de la PUC Francisco Bulnes para realizar cursos de extensión en las dependencias de la Federación de Estudiantes de la Universidad Católica. Sin embargo, luego de que Bulnes constatara que se trataba de cursos vespertinos de primeros auxilios con los cuales Rocha lucraba, fue expulsado de dicha casa de estudios. Según Rocha no fue expulsado de la carrera de medicina, sino que renunció para cambiarse a la Licenciatura en Biología, y luego a la Licenciatura en Educación, ninguna de las cuales finalizó, dedicándose exclusivamente a su emprendimiento.
Posteriormente inició la educación técnica calificada de personal paramédico en salud en el Instituto Luis Campino.[cita requerida] En junio de 1975 se inició en los negocios educativos, con la creación del Centro Nacional de Estudios Paramédicos y Agropecuarios PROPAM, inicialmente ligado a la PUC. Posteriormente fundó el Centro de Formación Técnica Centro Interamericano de Educación y Cultura (CIDEC, 1981), el Instituto Gastonia Gollege en la comuna de Providencia y el Instituto del Trabajador en el centro de Santiago. También fundó el Centro de Estudios Paramédicos de Santiago CEPSA, el Colegio Santo Tomás de Puerto Montt y el Instituto Profesional de La Araucanía en Temuco.[cita requerida]

### Creación de la red Santo Tomás
Propam y Cidec —que lograron presencia nacional con sedes desde Arica hasta Punta Arenas—[cita requerida] dieron origen al Centro de Formación Técnica Santo Tomás en 2002. En 1987 creó el Instituto Profesional Santo Tomás (a partir del Instituto Gastonia Gollege[cita requerida]), y un año más tarde la Universidad Santo Tomás.
En noviembre de 1995 adquirió la Universidad Leonardo da Vinci y cambió su denominación a Universidad Santa Cruz de Triana el 6 de diciembre de ese año. Entre los años 1995 y 2005, sumó la creación de colegios en distintas ciudades del país.[cita requerida]
En Chile, todas estas instituciones de educación las agrupó en la denominada Corporación Santo Tomás (nombre legal Santo Tomás S.A.), de la cual fue Presidente. A partir del año 1988, su brazo derecho, socio y vicepresidente de la Corporación, fue su hermano Rodrigo Rocha Vera, de profesión ingeniero comercial y, una década después, se sumó a la Dirección Ejecutiva y a la sociedad, Rodrigo Alarcón Jara. La Corporación Santo Tomás bajo la presidencia de Rocha, llegó a tener un total aproximado de 60 000 alumnos a lo largo de Chile y abarcando todos los niveles educacionales.[cita requerida]
A nivel global, fue el fundador de la Red Internacional de Universidades Santo Tomás de Aquino (ICUSTA), con participación de universidades, católicas o de inspiración católica, de todos los continentes, incluyendo países con menor desarrollo educacional como Etiopía, Nicaragua, Bolivia y Mozambique. En estos tres últimos casos, bajo la dirección de su hermano, se concretó la puesta en marcha y funcionamiento de ellas, siendo entregadas en donación a los partícipes locales. A la fecha del fallecimiento de Gerardo Rocha, se encontraba en diseño y posible aprobación, la fundación de la primera universidad de inspiración católica en la República Popular China, proyecto que quedó trunco. Sin embargo, Santo Tomás, continuó fortaleciendo el Instituto Confucio (también iniciado por Rocha) ubicado en Viña de Mar.[cita requerida]
De acuerdo a su biografía oficial, fue doctor honoris causa en letras por la Saint Thomas University, en Filosofía en Ciencias de Administración por la Universidad de Nanhua, en Humanidades por la Universidad de Baguio, en Pedagogía por la Aquinas University y la Universidad de Aquino. Era supernumerario del Opus Dei y lector de ciencias místicas y filosofía. Escribió el libro libro “Todo... está en ti” en 1984, y en su faceta artística fue preseleccionado para el Festival de Viña del Mar 2005 como autor de la canción “Reacciona”.

## Asesinato de Jaime Oliva y muerte
En febrero de 2008 participó —en calidad de presunto autor— en el asesinato del martillero público Jaime Oliva, mediante un incendio intencional en donde resultó con lesiones graves, que finalmente le provocaron la muerte el 5 de mayo de ese año. El homicidio, de carácter pasional, fue llamado por la prensa «Caso Rocha», y Rocha nunca logró emitir palabra alguna sobre su participación por su grave estado de salud tras el suceso. Tras su fallecimiento, fue sobreseído en la causa judicial. 
Tras su muerte, su hijo Gerardo Rocha Haardt asumió como presidente del directorio de Santo Tomás S.A. durante un breve lapso de tiempo.

## Obras
- Todo... está en ti (1984). Santiago, Chile. ISBN 9789562581455.